# Гра янгола
«Гра янгола» (ісп. El Juego del Angel) — містичний роман іспанського письменника Карлоса Руїса Сафона, що вийшов в Іспанії 2008 року. Є другою книгою циклу книг «Цвинтар забутих книжок».
Опублікований українською мовою 2009 року видавництвом Книжковий клуб «Клуб сімейного дозвілля» в рамках проекту «Світові бестселери — українською».

## Анотація книги

### Україна
Давид отримав дивну пропозицію — написати книжку, яка змінить долю людства. Збираючи матеріал на Цвинтарі забутих книжок, він знаходить твір, який… збирався написати сам.

Хто ж його автор? Хто зміг дізнатися про потаємні думки Давида?

Він починає шукати невідомого письменника, але з жахом розуміє, що потрапив у якусь містичну пастку.

З'ясувалося, що лікар, який зовсім недавно виявив у нього смертельну хворобу, помер… 12 років тому; чимало осіб, які оточували Давида, виявилися… не людьми, а дівчина, яка його кохала, загинула за дивних обставин.

## Відгуки у пресі[2]
Марґарет Рейнолдс, The Times

Солідно, серйозно і шокуюче. Його трактування болісної історії Іспанії 20-го століття є таким само значним, як його літературна майстерність. Це речі, які належать не тільки до одного міста, але і до всього світу.
Irish Independent

Ще одна готична казка про магію книжок і найтемніші закутки людської душі.
Вебсайт The Book Catapult

«Гра Янгола» є геніальними що в оригіналі, що у перекладі… Вам потрібно знайти ваш власний шлях із лабіринту  — приємна доля для читача, з якою йому потрібно стикнутись.